# Oroktoi
Oroktoi (en rus Ороктой) és un poble de la República de l'Altai, a Rússia. El 2016 tenia 195 habitants. Oroktoi es troba a la vall del riu Oroktoi, a 53 km al sud de Txemal, la seu administrativa de la província.